# Skimboarding

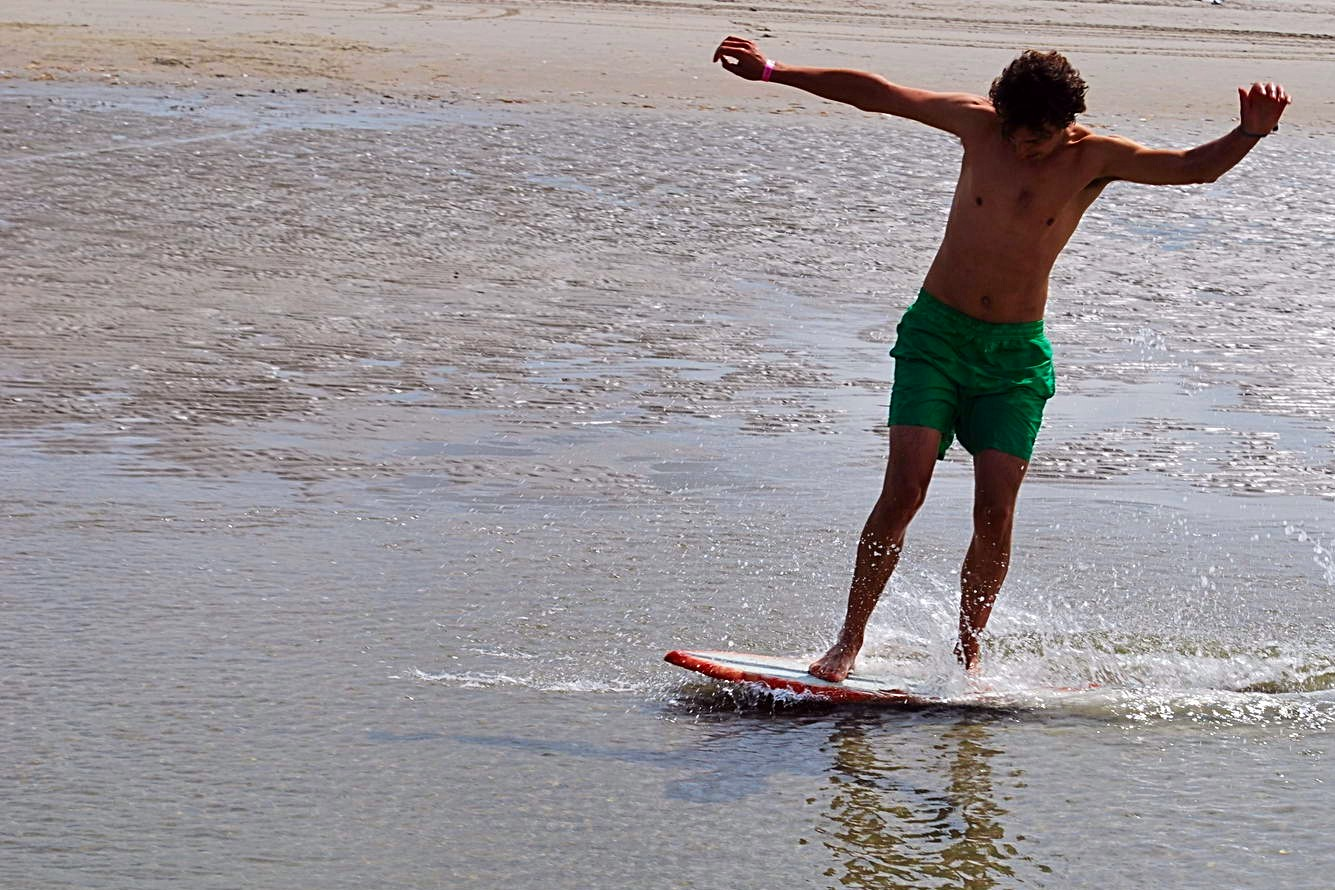
Skimboarder praticando el flat.

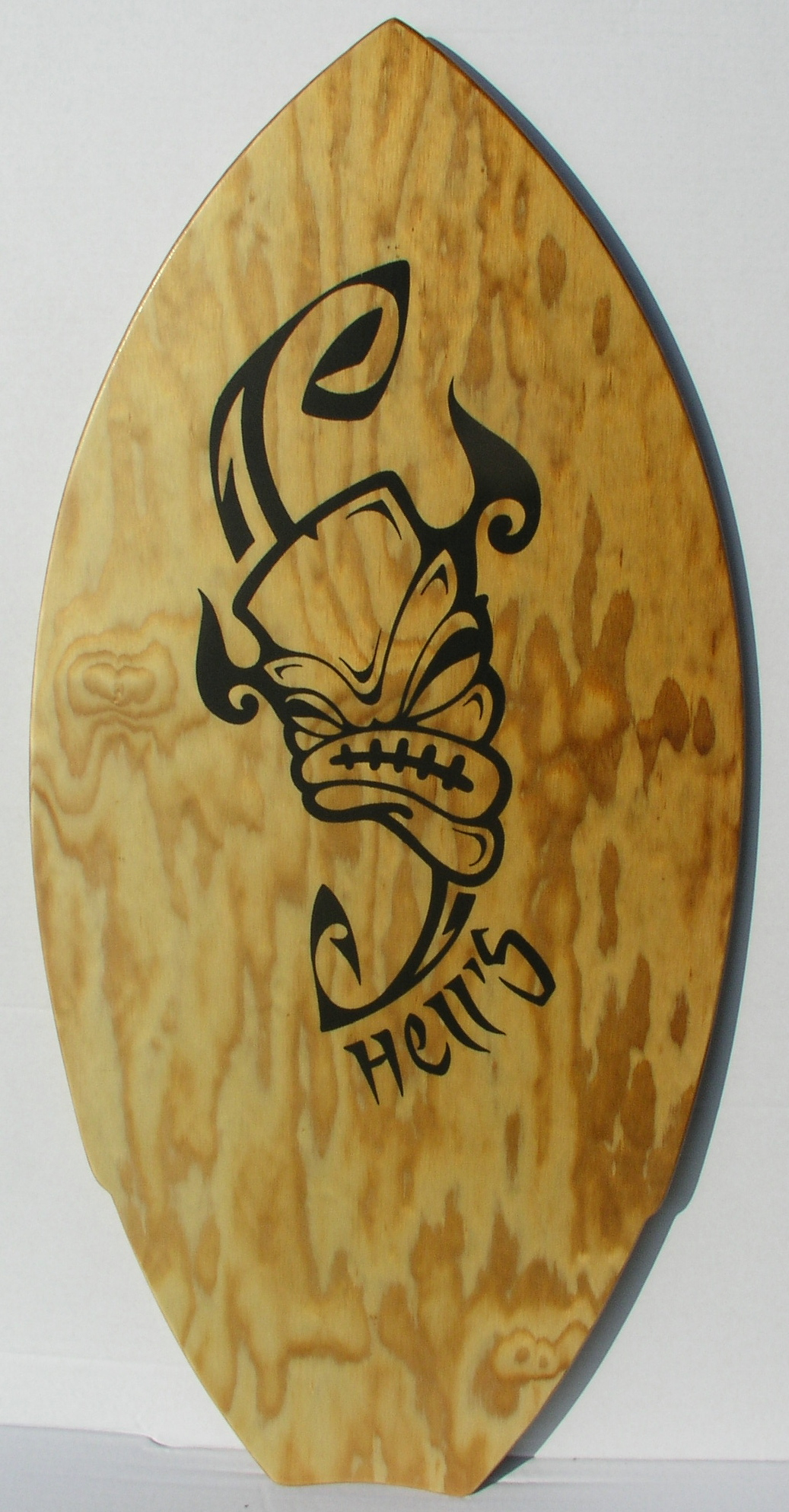
Skimboard en madera de 108 x 51cm - Francia

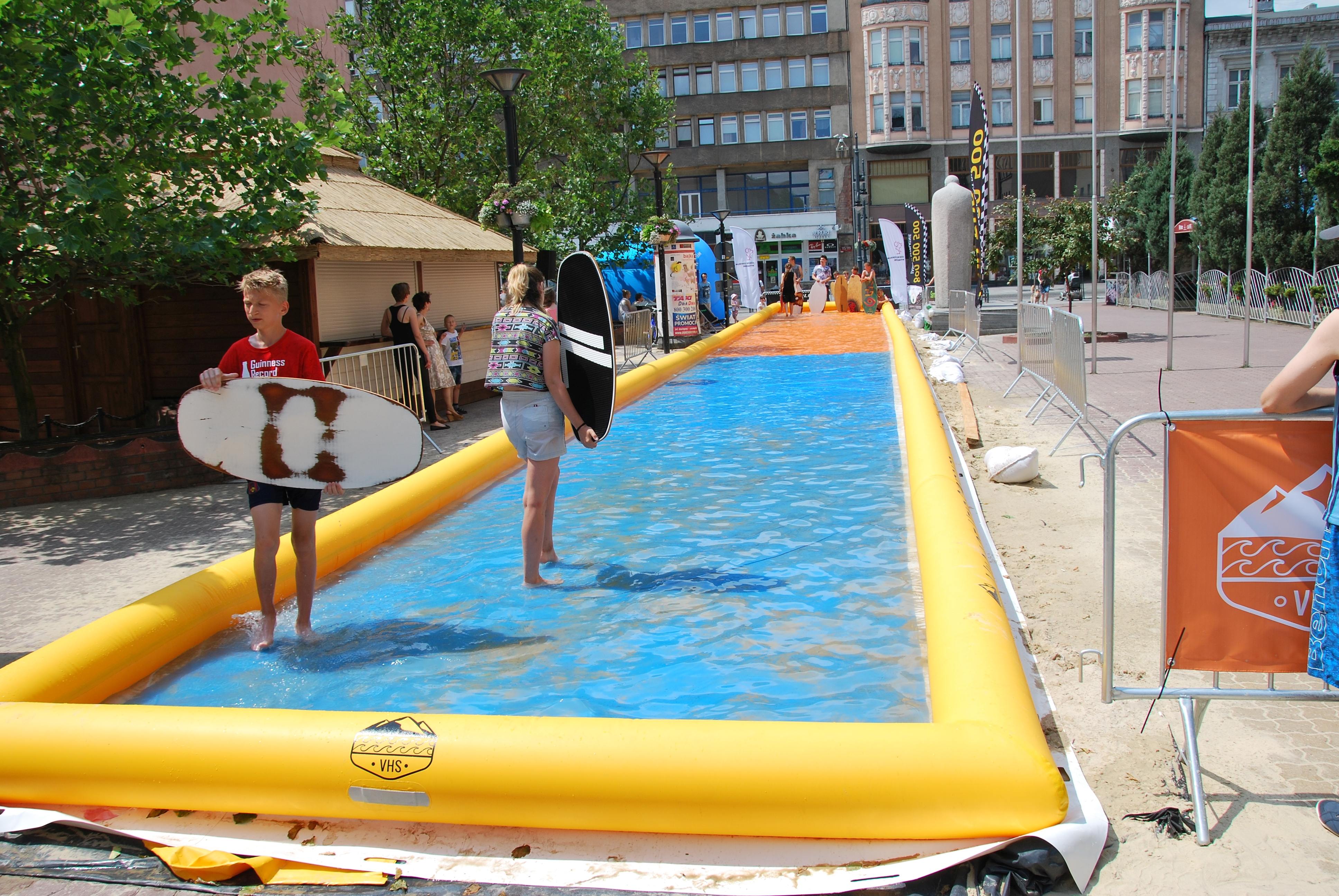
Skimboard urbano

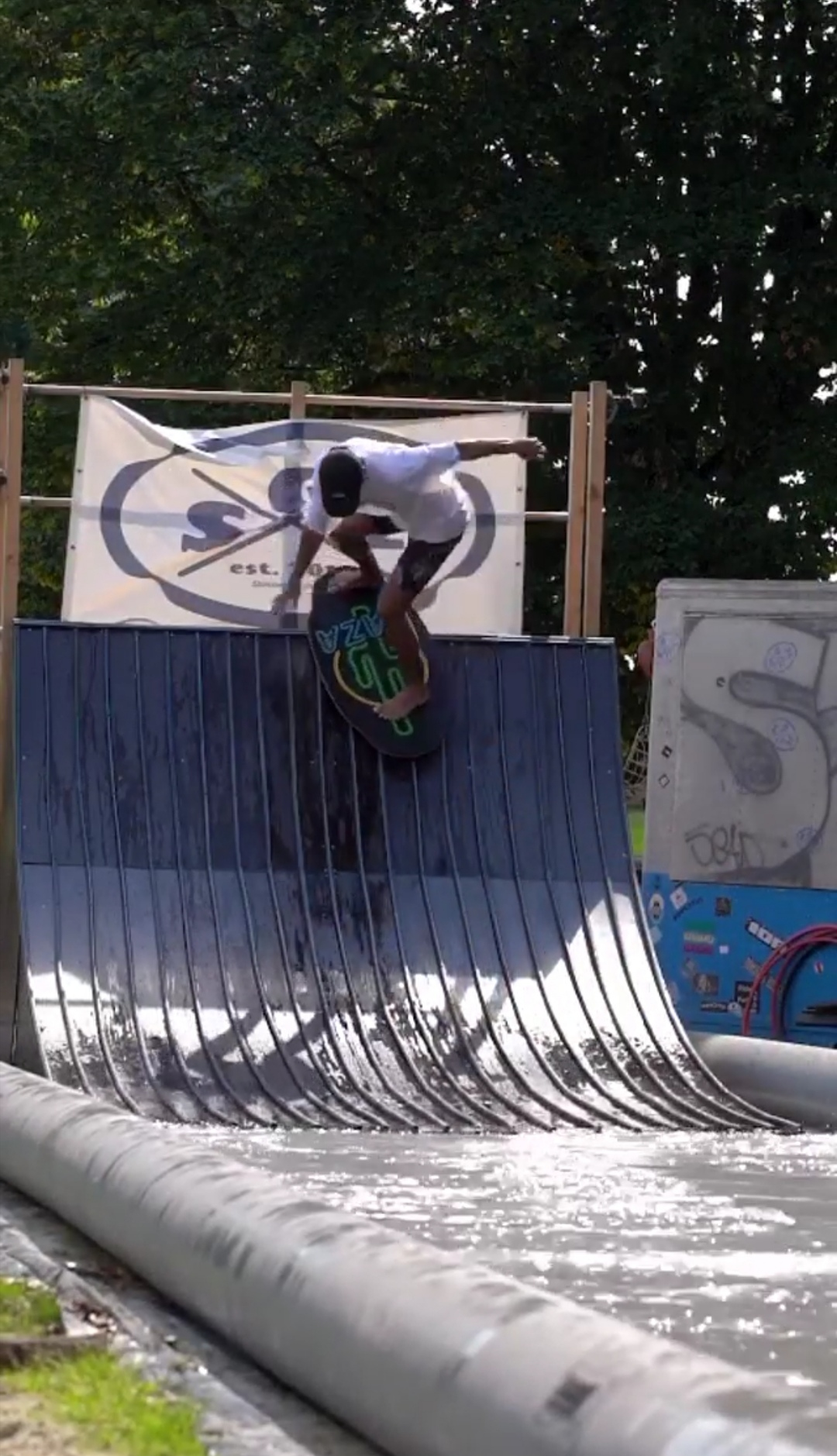
Skimboard urbano con salto final

El skim o skimboarding es una modalidad deportiva que se practica en la orilla de la playa y que consiste en surfear las olas orilleras, con una tabla más pequeña y fina.
Esta modalidad está a medio camino entre el surf y el skate, puesto que combina maniobras de ambos deportes. Para explicarlo de una forma simple y clara, el skim es surfing de olas orilleras, con una tabla corta y sin quillas, que da al practicante más maniobrabilidad y la posibilidad de hacer trucos de creación propia o adaptados de otras modalidades de tabla, como el skateboarding.

## Descripción
A diferencia del surf, éste se inicia en la orilla de la playa. El deportista, tabla en mano, espera una buena ola que rompa en la orilla de pie en la arena para correr hacia ella en una trayectoria perpendicular o paralela a la línea de mar y subirse en carrera sobre su tabla, deslizándose así sobre el agua en dirección a la ola (aprovechando la velocidad del movimiento), mientras esta se acaba de crear y girarla para bajar la pared de la ola, en movimientos similares a los del surf, hasta encontrar el tubo que hace la ola y llegar de vuelta a la arena, incluyendo, si puede, algunos trucos por el camino. Eso es justamente lo que es. Dinamismo, espectacularidad y diversión a partes iguales.
Los primeros pasos fueron en Laguna Beach, California, dónde los socorristas utilizaban tablas de madera para cubrir mayores distancias deslizando por la orilla, allá por los años 60; aunque realmente los orígenes del movimiento vieron la luz algunos años después, en la década de los 70, cuándo se empezó a disfrutar de las olas orilleras con tablas de foam y fibra de vidrio. Aquello que empezó por correr y deslizar contra las olas para hacer grandísimos aéreos al impactar contra la rompiente (sin tabla), fue evolucionando en la playa de Victoria beach con aquel grupo de amigos, que buscaba darle una vuelta de tuerca más a sus pequeñas tablas de madera, empezando a hacer giros cortos para sacar los sprays más altos y que se encargaron de que el skimboarding moderno diera sus primeros pasos. El interés aumentaba y en la evolución, algunos años después de que el skimboarding naciera como tal, dos de esos SKIMBOARDERS, Tex Haynes y Peter Prietto, crearon Victoria Skimboards cómo una compañía de tablas artesanales. Camino y durante los 80, la evolución continuaba a muy buen ritmo, hasta llevar a la portada de la prestigiosa publicación estadounidense, Sports Ilustrated.
En caminos paralelos, mientras tanto, la marca Zap aporta su granito de arena al progreso en la costa este estadounidense. En los 90, a pesar del bajón de interés a principio de la década, el camino sigue su trayectoria ascendente y con el nacimiento de Skimonline, Skim magazine retoma la senda evolutiva de los 80. Más adelante con Exile, Foreverskim, Alley Oop o ola UST, el interés y el empujón mediático, respaldado más adelante por Youtube y posteriormente con Facebook e Instagram, el círculo de contactos y posibilidades es mucho más amplio desde cualquier rincón.
A España llega a principios de los años 2000 y gracias a clubs/webs VooDoo, Gorgonitas skim y Faroskim y sus respectivos campeonatos, tienen mayor impacto a nivel nacional tanto en Cádiz y Málaga, como en Barcelona. Soportado también por marcas de tablas nacionales como Dogflut y Dune skimboards, que actualmente dominan las victorias en los campeonatos Europeos.
Hasta hoy la evolución ha sido rápida y ascendente. Aparecen practicantes cada vez en más países (México, Japón, Brasil, Francia, Portugal, Chile, España y muchísimos más…), aunque California sigue siendo el foco de mayor importancia. Cada día hay más webs y blogs, los videos abundan, las tablas evolucionan, los riders más. Mejoran los eventos, nacen nuevas marcas, el material es cada vez más específico, más y mejores spots, clubs, crews, revistas, fotos y un largo etcétera.
- Datos: Q1050059
- Multimedia: Skimboarding / Q1050059